# Stillwater River (Tasmansee)
Der Stillwater River ist ein Fluss im Südwesten der Südinsel Neuseelands und Teil des Fiordland-Nationalparks. Er entspringt in einem Talkessel wenige Kilometer westlich des Lake Hankinson, führt sein Wasser jedoch zum Taitetimu / Caswell Sound, einen Meeresarm der Tasmansee. Unterwegs nimmt er das Wasser zahlreicher Bäche auf und durchfließt kurz vor der Mündung das Nordende des Lake Marchant. Die Namensgebung wird V. E. Donald (1924) oder T. W. Preston (1927) zugeschrieben.